# Ronde van Vlaanderen voor Junioren
De Ronde van Vlaanderen voor Junioren is een Belgische eendaagse wielerwedstrijd die voor het eerst werd gereden in 1969. De wedstrijd is voorbehouden aan renners uit de juniorencategorie (17 en 18-jarigen). Tot 2016 werd de wedstrijd eind juli of begin augustus in Herzele gereden, vanaf 2017 vindt dit op dezelfde dag dan de Ronde van Vlaanderen voor profrenners plaats in Geraardsbergen.

## Erelijst
| Jaar | Winnaar                                 | Tweede                                  | Derde                                   |
| ---- | --------------------------------------- | --------------------------------------- | --------------------------------------- |
| 1969 | B. Van Kerkchove                        | Toine van den Bunder                    | Norbert Boerewaart                      |
| 1970 | Jacques Breda                           | Lucien De Brauwere                      | Freddy Maertens                         |
| 1971 | Geert Malfait                           | Jean-Pierre Sterckx                     | Wilfried Reybrouck                      |
| 1972 | J. Van der Eeken                        | Frans Matthijs                          | Leo Van Tielen                          |
| 1973 | Bernard Lecocq                          | Mark Dierickx                           | Ludo Heyvaert                           |
| 1974 | Fons De Wolf                            | Danny Vallaeys                          | Hubert Sammels                          |
| 1975 | Benjamin Vermeulen                      | Patrick Pevenage                        | Rudy Vermassen                          |
| 1976 | Hughues Cosaert                         | Chris Gelaude                           | Benny Van Der Auwera                    |
| 1977 | Patrick Vermeulen                       | Jan Wynants                             | Chris Capelle                           |
| 1978 | Daniel Rossel                           | Eddy De Bie                             | Luc De Decker                           |
| 1979 | Eric Vanderaerden                       | Dirk De Wolf                            | Ronny De Ridder                         |
| 1980 | Willy Boden                             | Willy Van Nueten                        | Eric Vanderaerden                       |
| 1981 | Pino Cerami                             | Roger Ilegems                           | Dirk Van Verre                          |
| 1982 | Ludwig Van Tittelboom                   | Ludo Giesberts                          | Herman Iemants                          |
| 1983 | Jan Matheus                             | Alain Lefever                           | Pascal Van der Vorst                    |
| 1984 | Kurt Van Keirsbulck                     | Didier De Witte                         | Marck Brock                             |
| 1985 | Luc Van Parijs                          | Patrick De Feyter                       | Van Steenwinckel                        |
| 1986 | Luc Heuvelmans                          | Nico Vanmarcke                          | Bart Heirewegh                          |
| 1987 | Carl Roes                               | Frans Corvers                           | Igor Van Den Berghe                     |
| 1988 | Claude De Bodt                          | Werner Van Rompaey                      | Wim Vervoort                            |
| 1989 | Jo Planckaert                           | Hans De Meester                         | Stefaan Sels                            |
| 1990 | Hendrik Van Dyck                        | Kurt Van de Wouwer                      | Frederic Demarcin                       |
| 1991 | Koen Dierckx                            | Luc Rooms                               | Michel Nijs                             |
| 1992 | Geert Verdeyen                          | Andy Caboor                             | Dimitri Bral                            |
| 1993 | Wilfried Cretskens                      | Bart De Ceuster                         | Bas Van Hest                            |
| 1994 | Dieter Verleyen                         | Chris Pollin                            | Kristof Trouvé                          |
| 1995 | Wesley Theunis                          | Bart Dhaene                             | Christophe Vercauteren                  |
| 1996 | Stijn Devolder                          | Kristof Van Gestel                      | Koen Scherre                            |
| 1997 | Stijn Devolder                          | Bart Mariën                             | Kristof Gryson                          |
| 1998 | Jurgen Van Goolen                       | Nick Nuyens                             | Karel Bontinck                          |
| 1999 | Bill Vandererven                        | Wim De Vocht                            | Bart Dockx                              |
| 2000 | Kevin Neirynck                          | Jurgen Van den Broeck                   | Davey Metten                            |
| 2001 | Johnny Hoogerland                       | Kor Steenbergen                         | Jurgen Beeckman                         |
| 2002 | Tom Stamsnijder                         | Joost van Leijen                        | Erik Verstegen                          |
| 2003 | Erwin Roemans                           | Kenny De Ketele                         | Tim Vermeersch                          |
| 2004 | Michiel Van Aelbroek                    | Steven Van Vooren                       | Nikolas Maes                            |
| 2005 | Jan Ghyselinck                          | Frederiek Nolf                          | Jasper Rasschaert                       |
| 2006 | Sven Vandousselaere                     | Boy van Poppel                          | Gregory Joseph                          |
| 2007 | Jens Debusschere                        | Julien Vermote                          | Eliot Lietaer                           |
| 2008 | Thomas Debrabandere                     | Thomas Op de Beeck                      | Dries Baetse                            |
| 2009 | Joeri Stallaert                         | Raf Dehaes                              | Cedric Callebaut                        |
| 2010 | Jef Van Meirhaeghe                      | Bert Van Lerberghe                      | Alexander Maes                          |
| 2011 | Martijn Degreve                         | Florian Sénéchal                        | Paco Ghistelinck                        |
| 2012 | Ricardo van Dongen                      | Dieter Verwilst                         | Nathan Van Hooydonck                    |
| 2013 | Jenthe Biermans                         | Miguel Bryon                            | Charlie Arimont                         |
| 2014 | Aaron Verwilst                          | Jan Maas                                | Wiebren Plovie                          |
| 2015 | Pavel Sivakov                           | Aaron Verwilst                          | Thomas Vereecken                        |
| 2016 | Timo de Jong                            | Davide Ferrari                          | Michele Gazzoli                         |
| 2017 | Maikel Zijlaard                         | Michele Gazzoli                         | Davide Bomboi                           |
| 2018 | Daniel Arnes                            | Adne Koster                             | Vincent Van Hemelen                     |
| 2019 | William Blume Levy                      | Tobias Lund Andresen                    | Antonin Corvaisier                      |
| 2020 | Niet verreden vanwege de coronapandemie | Niet verreden vanwege de coronapandemie | Niet verreden vanwege de coronapandemie |
| 2021 | Niet verreden vanwege de coronapandemie | Niet verreden vanwege de coronapandemie | Niet verreden vanwege de coronapandemie |
| 2022 | Romet Pajur                             | Menno Huising                           | Noa Isidore                             |
| 2023 | Jarno Widar                             | Daniel Weis Nielsen                     | Cedric Keppens                          |
| 2024 | Aless De Bock                           | Magnus Carstensen                       | Matijs Van Strijthem                    |